# Pompéjac
Pompéjac est une commune du Sud-Ouest de la France, située dans le département de la Gironde en région Nouvelle-Aquitaine.
Ses habitants sont appelés les Pompéjacais.

## Géographie

### Localisation
Situé au cœur d’une région touristique comprenant le Bazadais et le Parc naturel régional des Landes de Gascogne, Pompéjac offre des espaces variés qui ouvrent d’infinies possibilités pour les habitants et les touristes. La commune se distingue tout particulièrement par ses paysages très vallonnés offrant de magnifiques vues lointaines.
La commune se trouve à 64 km au sud-sud-est de Bordeaux, chef-lieu du département, à 22 km au sud-sud-ouest de Langon, chef-lieu d'arrondissement et à 12 km au sud-est de Villandraut, ancien chef-lieu de canton.

### Communes limitrophes
Les communes limitrophes en sont Lignan-de-Bazas au nord, Marimbault au nord-est, Bernos-Beaulac au sud-est, Lucmau au sud sur environ un kilomètre, Préchac au sud-ouest et Uzeste au nord-ouest.
| Uzeste  | Lignan-de-Bazas | Marimbault     |
|         | Pompéjac        |                |
| Préchac | Lucmau          | Bernos-Beaulac |

### Hydrographie
La commune est arrosée par le Ciron et le ruisseau de Sanson, affluent de rive droite du Ciron.

### Climat
Pour des articles plus généraux, voir Climat de la Nouvelle-Aquitaine et Climat de la Gironde.
Historiquement, la commune est exposée à un climat océanique aquitain.  
En 2020, Météo-France publie une typologie des climats de la France métropolitaine dans laquelle la commune est exposée à un climat océanique et est dans la région climatique  Aquitaine, Gascogne, caractérisée par une pluviométrie abondante au printemps, modérée en automne, un faible ensoleillement au printemps, un été chaud (19,5 °C), des vents faibles, des brouillards fréquents en automne et en hiver et des orages fréquents en été (15 à 20 jours).
Pour la période 1971-2000, la température annuelle moyenne est de 13,2 °C, avec une amplitude thermique annuelle de 14,8 °C. Le cumul annuel moyen de précipitations est de 865 mm, avec 11,6 jours de précipitations en janvier et 7 jours en juillet. Pour la période 1991-2020, la température moyenne annuelle observée sur la station météorologique la plus proche, située sur la commune de Cazats à 10 km à vol d'oiseau, est de 13,7 °C et le cumul annuel moyen de précipitations est de 825,5 mm,. Pour l'avenir, les paramètres climatiques de la commune estimés pour 2050 selon différents scénarios d’émission de gaz à effet de serre sont consultables sur un site dédié publié par Météo-France en novembre 2022.

## Urbanisme

### Typologie
Au 1er janvier 2024, Pompéjac est catégorisée commune rurale à habitat dispersé, selon la nouvelle grille communale de densité à sept niveaux définie par l'Insee en 2022.
Elle est située hors unité urbaine. Par ailleurs la commune fait partie de l'aire d'attraction de Bazas, dont elle est une commune de la couronne,. Cette aire, qui regroupe 18 communes, est catégorisée dans les aires de moins de 50 000 habitants,.

### Occupation des sols

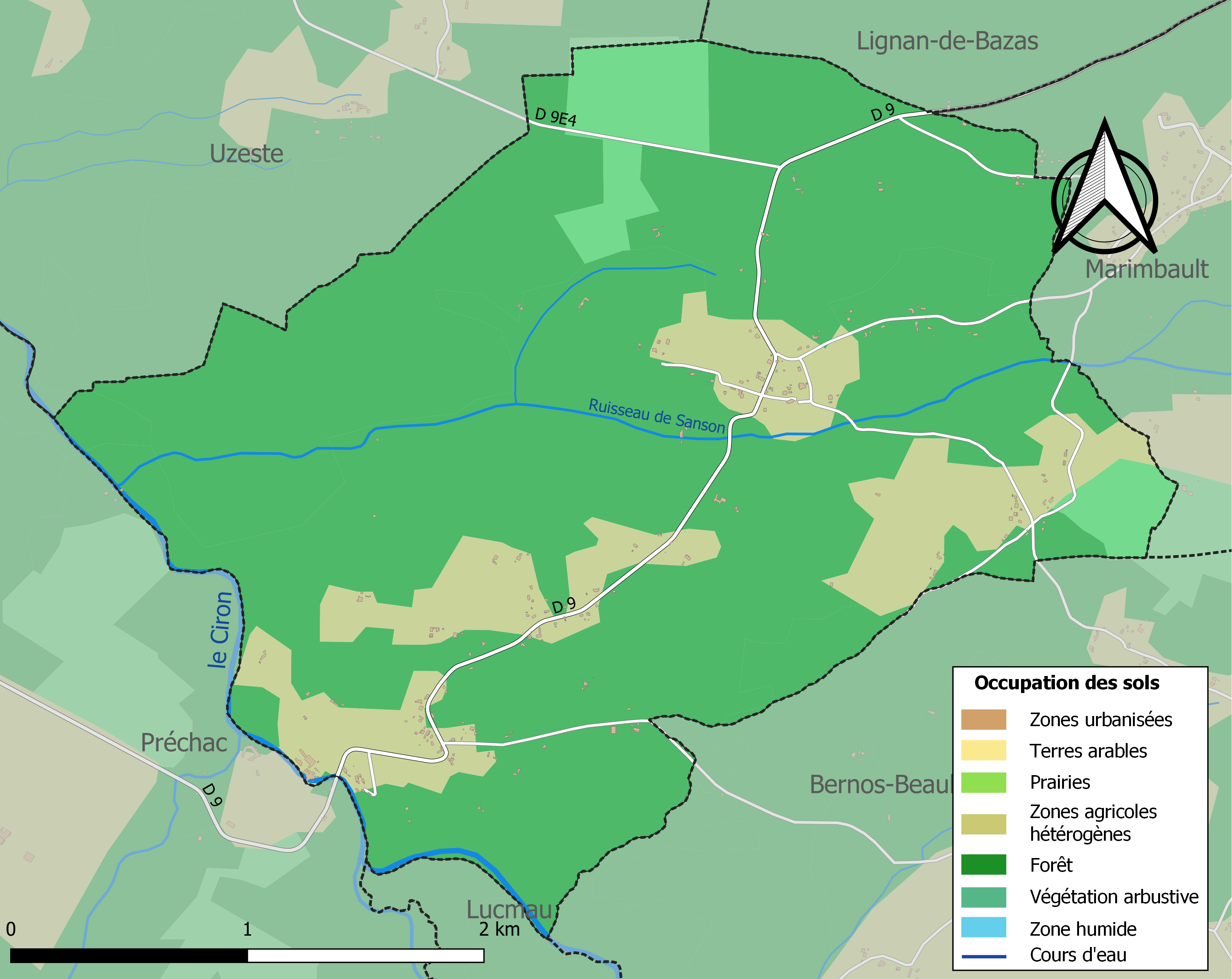
Carte des infrastructures et de l'occupation des sols de la commune en 2018 (CLC).

L'occupation des sols de la commune, telle qu'elle ressort de la base de données européenne d’occupation biophysique des sols Corine Land Cover (CLC), est marquée par l'importance des forêts et milieux semi-naturels (84,7 % en 2018), en augmentation par rapport à 1990 (82,6 %). La répartition détaillée en 2018 est la suivante : 
forêts (79,7 %), zones agricoles hétérogènes (15,3 %), milieux à végétation arbustive et/ou herbacée (5 %). L'évolution de l’occupation des sols de la commune et de ses infrastructures peut être observée sur les différentes représentations cartographiques du territoire : la carte de Cassini (XVIIIe siècle), la carte d'état-major (1820-1866) et les cartes ou photos aériennes de l'IGN pour la période actuelle (1950 à aujourd'hui).

### Voies de  communication et transports
La principale voie de communication routière est la route départementale D9 qui traverse le bourg et mène vers le nord-est à Bazas et vers le sud-ouest à Préchac.
L'accès à l'autoroute A62 (Bordeaux-Toulouse) le plus proche est celui de  3 Langon qui se situe à 22 km vers le nord-nord-est.

L'accès  1 Bazas à l'autoroute A65 (Langon-Pau) se situe à 10 km vers le nord-est.
La gare SNCF la plus proche est celle de Langon, sur la ligne Bordeaux - Sète du TER Nouvelle-Aquitaine, qui se situe à 23 km vers le nord-nord-est.

### Risques majeurs
Le territoire de la commune de Pompéjac est vulnérable à différents aléas naturels : météorologiques (tempête, orage, neige, grand froid, canicule ou sécheresse), inondations, feux de forêts, mouvements de terrains et séisme (sismicité très faible). Un site publié par le BRGM permet d'évaluer simplement et rapidement les risques d'un bien localisé soit par son adresse soit par le numéro de sa parcelle.
La commune a été reconnue en état de catastrophe naturelle au titre des dommages causés par les inondations et coulées de boue survenues en 1982, 1999, 2009 et 2020,.
Pompéjac est exposée au risque de feu de forêt. Un incendie important s'est notamment produit en 2022. Depuis le 20 avril 2016, les départements de la Gironde, des Landes et de Lot-et-Garonne disposent d’un règlement interdépartemental de protection de la forêt contre les incendies. Ce règlement vise à mieux prévenir les incendies de forêt, à faciliter les interventions des services et à limiter les conséquences, que ce soit par le débroussaillement, la limitation de l’apport du feu ou la réglementation des activités en forêt. Il définit en particulier cinq niveaux de vigilance croissants auxquels sont associés différentes mesures,.
Les mouvements de terrains susceptibles de se produire sur la commune sont des tassements différentiels.

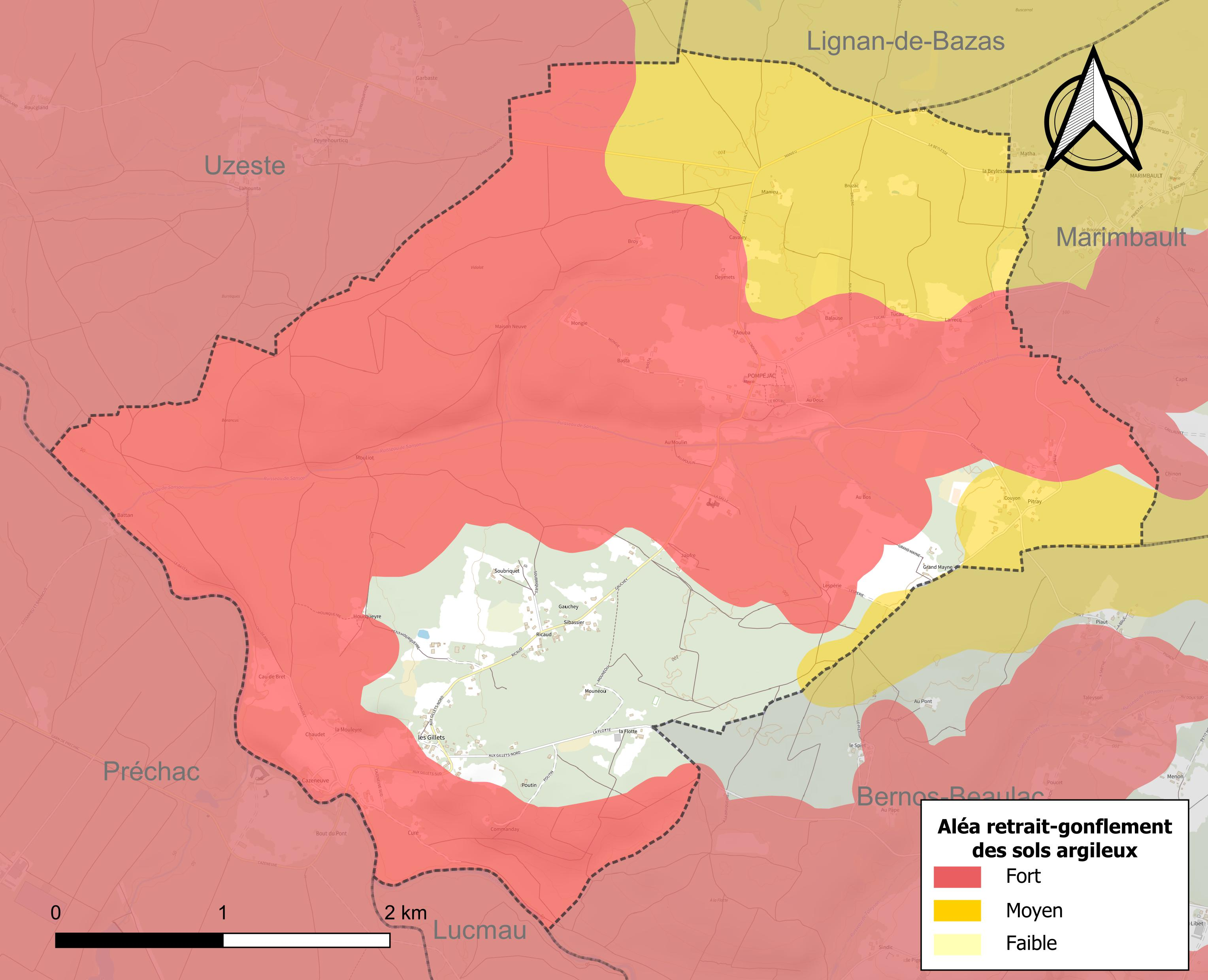
Carte des zones d'aléa retrait-gonflement des sols argileux de Pompéjac.

Le retrait-gonflement des sols argileux est susceptible d'engendrer des dommages importants aux bâtiments en cas d’alternance de périodes de sécheresse et de pluie. 82,5 % de la superficie communale est en aléa moyen ou fort (67,4 % au niveau départemental et 48,5 % au niveau national). Sur les 130 bâtiments dénombrés sur la commune en 2019, 76 sont en aléa moyen ou fort, soit 58 %, à comparer aux 84 % au niveau départemental et 54 % au niveau national. Une cartographie de l'exposition du territoire national au retrait gonflement des sols argileux est disponible sur le site du BRGM,.
Par ailleurs, afin de mieux appréhender le risque d’affaissement de terrain, l'inventaire national des cavités souterraines permet de localiser celles situées sur la commune.
Concernant les mouvements de terrains, la commune a été reconnue en état de catastrophe naturelle au titre des dommages causés par la sécheresse en 1989 et 2017 et par des mouvements de terrain en 1999.

## Toponymie
Le nom de la commune est peut-être issu de castrum pompeiacum, dérivé de Pompeius. Ce toponyme révèle une occupation gallo-romaine. En gascon, le nom de la commune s'écrit Pompejac, sans accent.

## Histoire
D’occupation très ancienne comme en témoigne le tumulus gaulois mis au jour au lieu-dit Pitray sur la route de Bernos et les poteries retrouvées à proximité, Pompéjac évoque le nom de Pompée qui forma en 60 av. J.-C. le premier triumvirat avec Jules César et son lieutenant Crassus. Une famille « de Pompéjac » est attestée vers le milieu du XIIIe siècle et tient la seigneurie dès 1274. La famille d’Albret possède dès le XIVe siècle des questaux et des fiefs.
À la Révolution, la paroisse Saint-Saturnin de Pompéjac forme la commune de Pompéjac.
En raison de la proximité de la forêt des landes et de l'importance régionale du gemmage, et à la suite d'une forte hausse du prix de la résine après la Première Guerre mondiale (hausse de courte durée, suivie d'une baisse régulière notamment à partir de la crise de 1929, la commune abritait autrefois une usine de distillation, qui comme celle de Bazas a disparu, au profit ensuite de Préchac, Captieux ou Marcheprime où on a livré la résine.
En 2019, est inaugurée au centre du village la Ronde des Ombelles, une œuvre conçue par Yves Chaudouët. Cette commande faite par un groupe d'enfants du village a été confiée à la Forêt d'art contemporain et a bénéficié du soutien de la commission nationale des œuvres dans l'espace public du ministère de la Culture.

## Politique et administration
| Période                                  | Période              | Identité         | Étiquette | Qualité |
| ---------------------------------------- | -------------------- | ---------------- | --------- | --- |
| mars 1959                                | juillet 1968 (décès) | Jean Lardit      |           | |
| août 1968                                | mars 1983            | Paul Duchamps    |           | Commerçant |
| mars 1983                                | 1996 ?               | Bernard Gallardo | PS        | Instituteur |
| 1996                                     | 2001 ?               | Claude Martin    |           | |
| mars 2001                                | mai 2020             | Isabelle Dexpert | PS        | Employée, Conseillère générale du canton de Villandraut puis départementale du canton du Sud-Gironde, 4e vice-présidente de la CdC du Sud-Gironde (2014-) Élue maire de Bazas en 2020 |
| mai 2020                                 | En cours             | Olivier Douence  |           | Fonctionnaire |
| Les données manquantes sont à compléter. |                      |                  |           | |

### Communauté de communes
Le 1er janvier 2014, la communauté de communes du canton de Villandraut ayant été supprimée, la commune de Pompéjac s'est retrouvée intégrée à la communauté de communes du Sud Gironde siégeant à Mazères.

## Démographie
| 1793 | 1800 | 1806 | 1821 | 1831 | 1836 | 1841 | 1846 | 1851 |
| ---- | ---- | ---- | ---- | ---- | ---- | ---- | ---- | ---- |
| 426  | 385  | 356  | 400  | 411  | 427  | 430  | 428  | 408  |

| 1856 | 1861 | 1866 | 1872 | 1876 | 1881 | 1886 | 1891 | 1896 |
| ---- | ---- | ---- | ---- | ---- | ---- | ---- | ---- | ---- |
| 414  | 405  | 424  | 405  | 417  | 412  | 396  | 431  | 412  |

| 1901 | 1906 | 1911 | 1921 | 1926 | 1931 | 1936 | 1946 | 1954 |
| ---- | ---- | ---- | ---- | ---- | ---- | ---- | ---- | ---- |
| 413  | 414  | 441  | 356  | 359  | 307  | 340  | 300  | 319  |

| 1962 | 1968 | 1975 | 1982 | 1990 | 1999 | 2005 | 2006 | 2010 |
| ---- | ---- | ---- | ---- | ---- | ---- | ---- | ---- | ---- |
| 308  | 279  | 238  | 205  | 206  | 230  | 233  | 234  | 240  |

| 2015 | 2020 | 2022 | - | - | - | - | - | - |
| ---- | ---- | ---- | - | - | - | - | - | - |
| 255  | 271  | 275  | - | - | - | - | - | - |

## Lieux et monuments
- L'église Saint-Saturnin, d'architecture gothique, initialement construite au XIVe ou XVe siècle, a conservé son chevet de l'époque mais la nef et le clocher ont été reconstruits en 1869[35]. Elle a été inscrite au titre des monuments historiques en 1925[36] pour son abside.

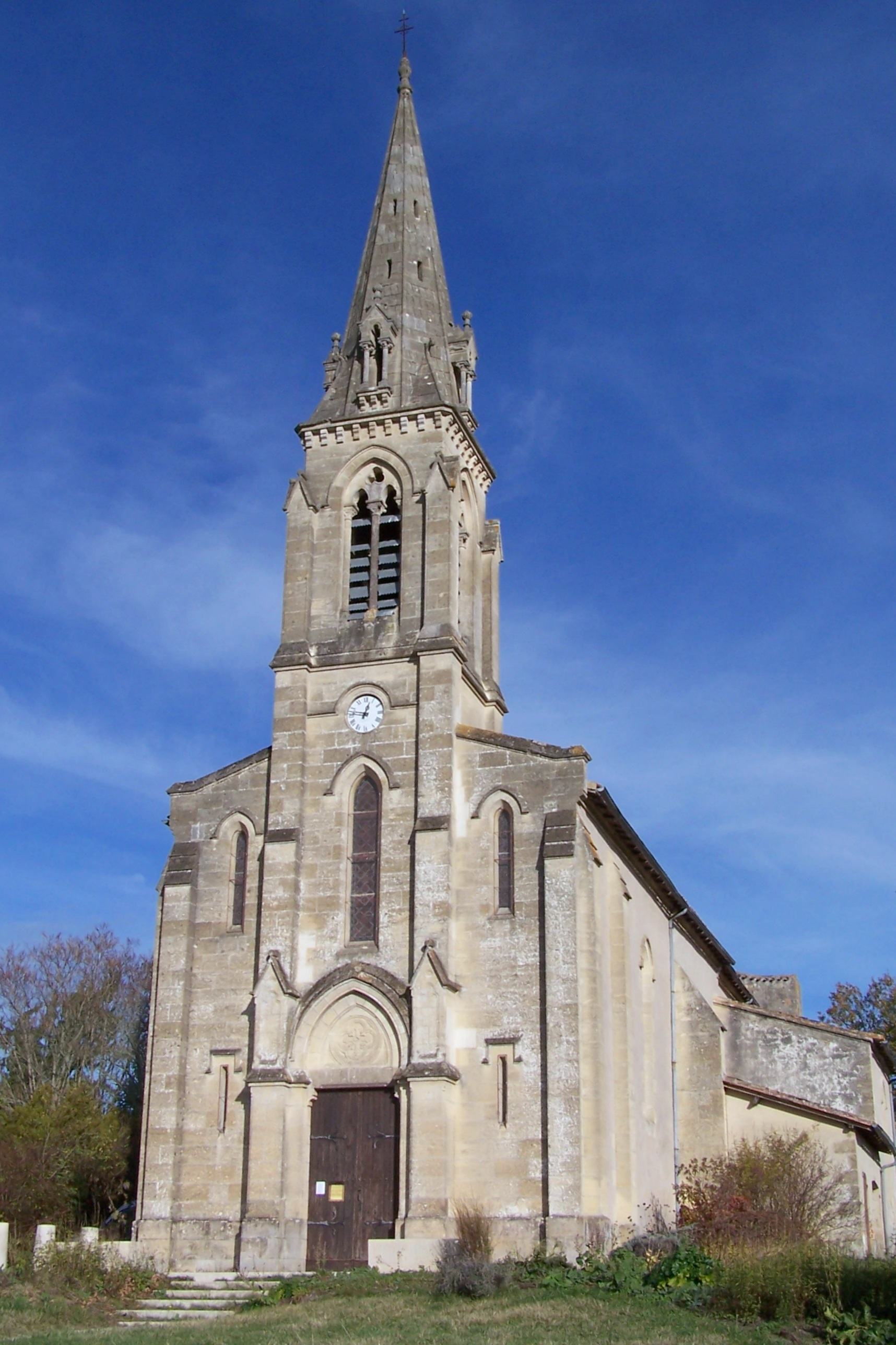
L'église Saint-Saturnin (nov. 2011)
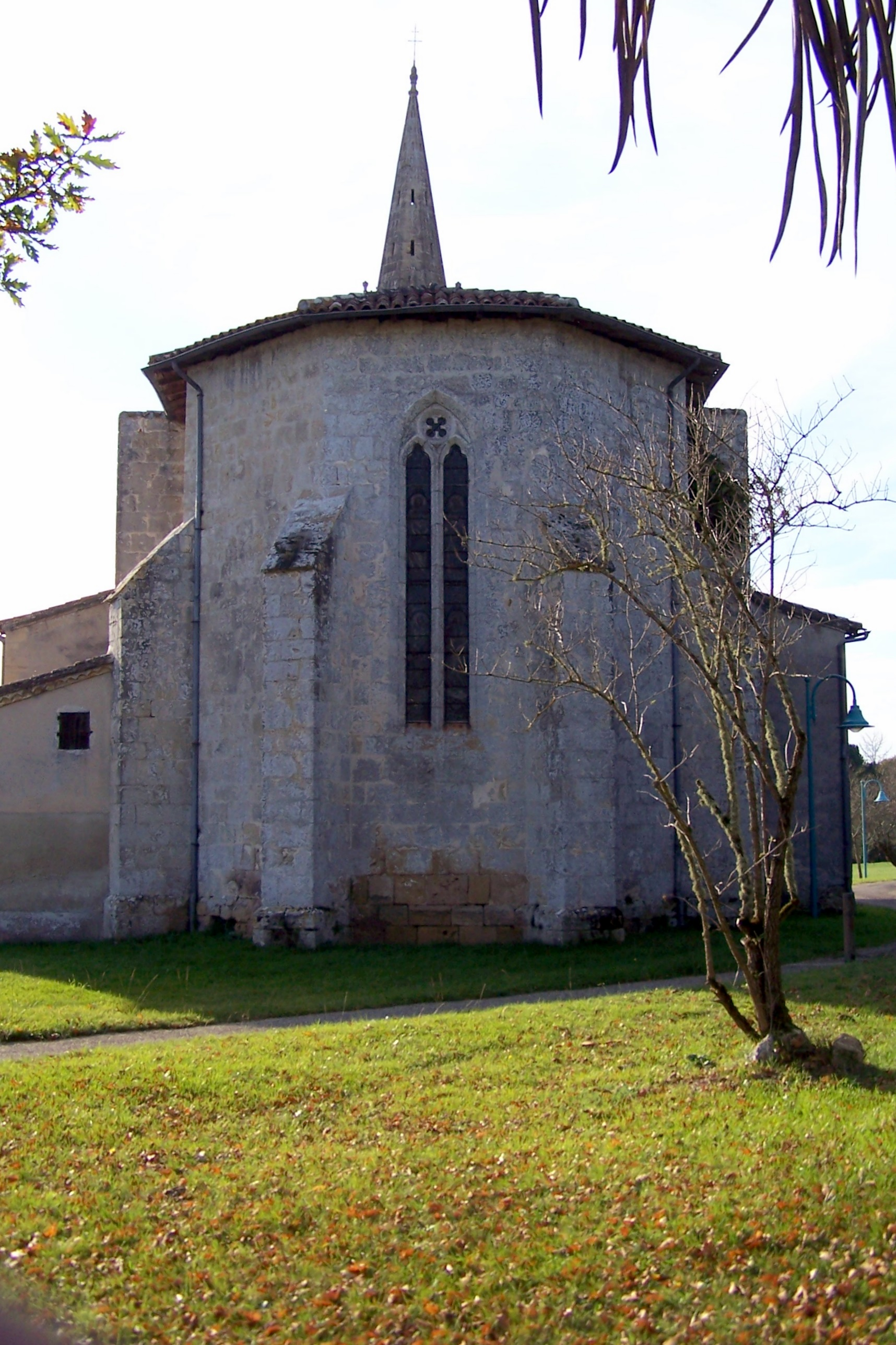
Le chevet de l'église Saint-Saturnin (nov. 2011)
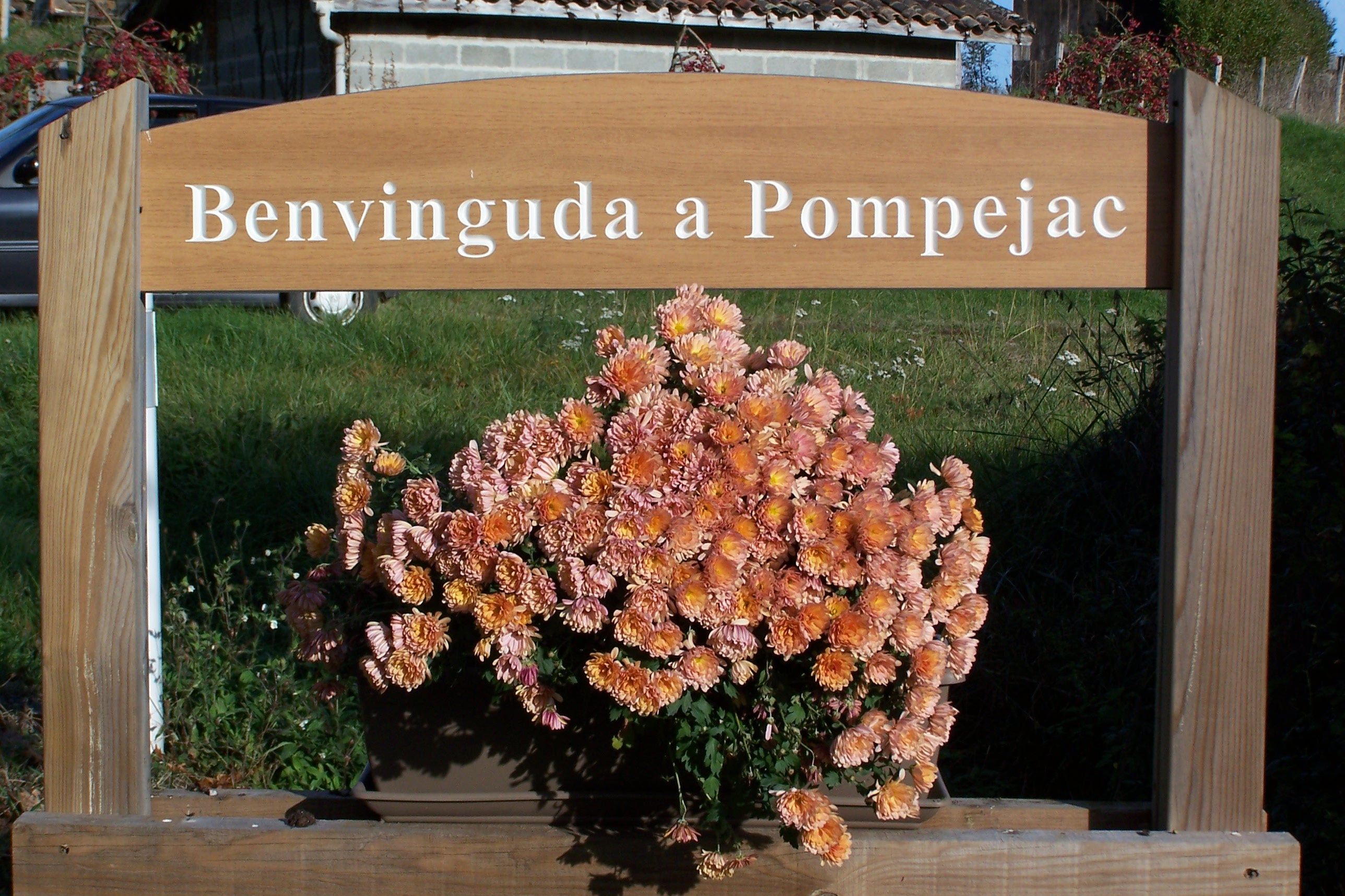
Bienvenue à Pompéjac (nov. 2011)
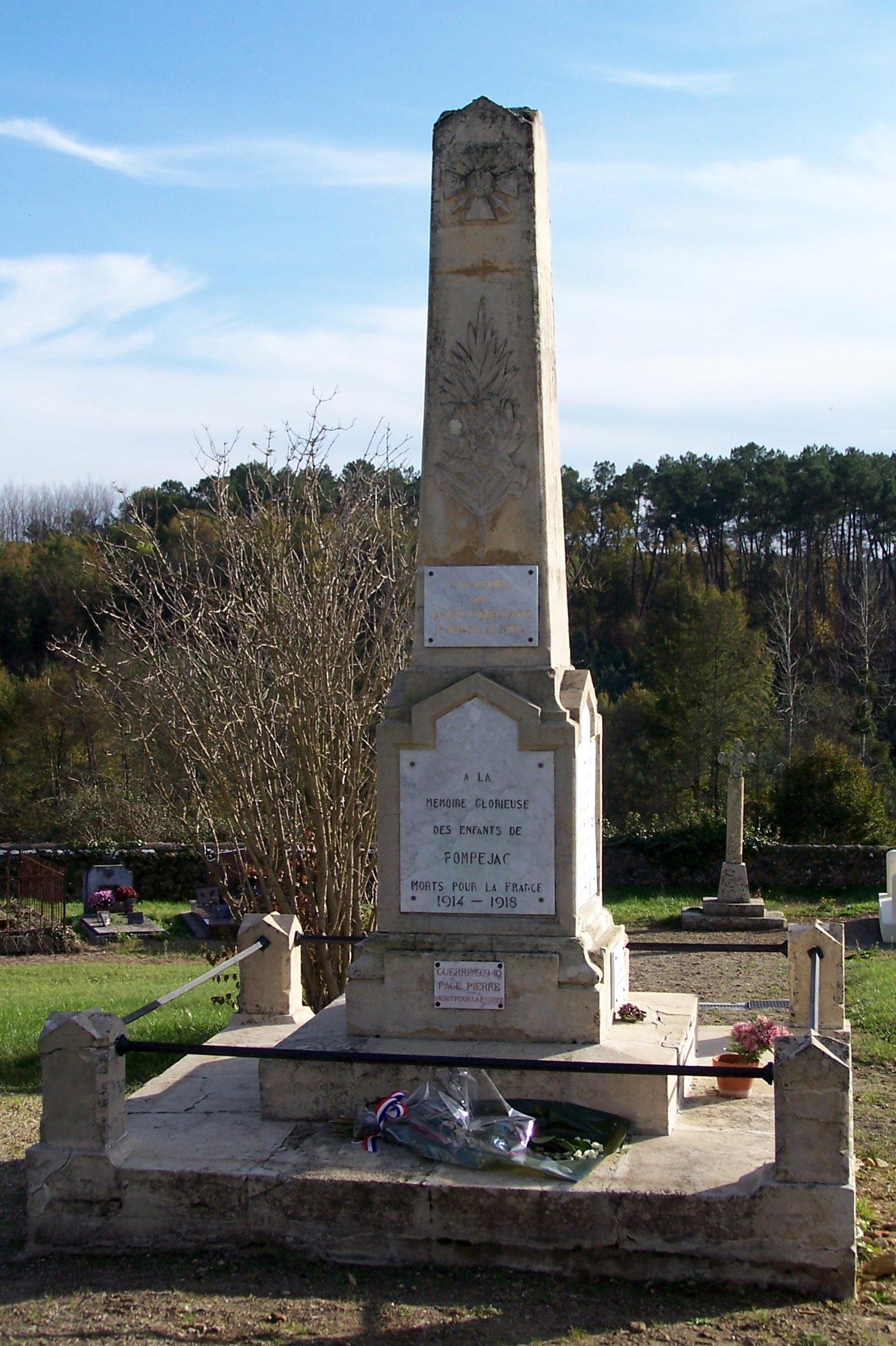
Le monument aux morts dans le cimetière près de l'église (nov. 2011)

- La Ronde des Ombelles[37].